# X11.app

X11.app é um servidor de ecrã

XQuartz (comumente referido como X11.app) é versão do servidor X da Apple Inc., um componente do X Window System, para Mac OS X. A versão atual do XQuartz é uma DDX incluído no servidor X.Org e implementa suporte para hardware acelerado de gráficos 2D (em versões anteriores à 2.1), hardware OpenGL aceleração e integração com o Aqua, o Mac OS X interface gráfica do usuário (GUI). X11 foi inicialmente disponível como um download público beta para Mac OS X v10.2 e mais tarde incluído como um pacote padrão para o Mac OS X v10.3, que pode ser baixado do site da Apple. No Mac OS X v10.4, o X11 foi uma instalação opcional incluído no DVD de instalação. Mac OS X v10.5, Mac OS X v10.6 e Mac OS X v10.7 instalado X11.app por padrão, mas a partir de OS X Mountain Lion, a Apple retirou o suporte dedicado para X11.app, com usuários direcionados para o projeto de código aberto XQuartz vez.
No Mac OS X v10.4, X11 da Apple implementou o protocolo X11 release 6.6 (X11R6.6). Esta implementação inclui XFree86 4.4 baseada em um servidor janela X11, Quartz gerenciador de janelas rootless, bibliotecas e serviços básicos, como xterm. "Rootless" significa que as aplicações de janelas X mostram-se na área de trabalho Quartz, aparecendo como qualquer outro aplicativo de janela de Quartz (que não é, em uma área de trabalho virtual contida dentro de outra janela). No Mac OS X v10.5, o X11 foi atualizado para usar servidor X.Org (X11R7.2) ao invés do XFree86.
O código fonte para X11 é disponibilizado pela Apple. Algum código fonte está disponível sob a Apple Public Source License enquanto a maior parte está licenciado sob a licença MIT.
A partir da versão 2.7.2, X11.app/XQuartz não expõe suporte Retina Display de alta resolução para aplicativos X11, que funcionam em modo de pixel-doubled em monitores de alta resolução.